# Chisago Lake Township
Chisago Lake Township ist eine Township im Chisago County in Minnesota, Vereinigte Staaten. Das U.S. Census Bureau hat bei der Volkszählung 2020 eine Einwohnerzahl von 4818 ermittelt.

## Geographie
Nach den Angaben des United States Census Bureau hat die Township eine Gesamtfläche von 141,2 km², wovon 119,7 km² auf Landflächen und 21,5 km² (= 15,26 %) auf Gewässer entfallen. Die Township hat ihren Namen von dem gleichnamigen See, in dem zahlreiche Fischarten heimisch sind. Zu den Fischarten des Sees mit den größten Populationen gehören Hechte, Forellenbarsche, Schwarzbarsche, Sonnenbarsche, Flussbarsche, Glasaugenbarsche und verschiedene kleinere Speisefische („panfish“), auch Muskellunge und Karpfen wurden durch das Department of Natural Resources beobachtet.

## Demographie
Zum Zeitpunkt des United States Census 2000 bewohnten Chisago Lake Township 3276 Personen. Die Bevölkerungsdichte betrug 27,4 Personen pro km². Es gab 1269 Wohneinheiten, durchschnittlich 10,6 pro km². Die Bevölkerung Chisago Lake Townships bestand zu 99,18 % aus Weißen, 0,34 % Schwarzen oder African American, 0,12 % Native American, 0,06 % Asian, 0 % Pacific Islander, 0,03 % gaben an, anderen Rassen anzugehören und 0,27 % nannten zwei oder mehr Rassen. 0,82 % der Bevölkerung erklärten, Hispanos oder Latinos jeglicher Rasse zu sein.
Die Bewohner der Chisago Lake Township verteilten sich auf 1127 Haushalte, von denen in 42,1 % Kinder unter 18 Jahren lebten. 74,8 % der Haushalte stellten Verheiratete, 3,6 % hatten einen weiblichen Haushaltsvorstand ohne Ehemann und 17,8 % bildeten keine Familien. 14,3 % der Haushalte bestanden aus Einzelpersonen und in 4,0 % aller Haushalte lebte jemand im Alter von 65 Jahren oder mehr alleine. Die durchschnittliche Haushaltsgröße betrug 2,89 und die durchschnittliche Familiengröße 3,21 Personen.
Die Bevölkerung verteilte sich auf 30,3 % Minderjährige, 5,4 % 18–24-Jährige, 31,4 % 25–44-Jährige, 25,1 % 45–64-Jährige und 7,8 % im Alter von 65 Jahren oder mehr. Der Median des Alters betrug 37 Jahre. Auf jeweils 100 Frauen entfielen 112,9 Männer. Bei den über 18-Jährigen entfielen auf 100 Frauen 112,1 Männer.
Das mittlere Haushaltseinkommen in der Chisago Lake Township betrug 65.858 US-Dollar und das mittlere Familieneinkommen erreichte die Höhe von 67.458 US-Dollar. Das Durchschnittseinkommen der Männer betrug 45.867 US-Dollar, gegenüber 29.886 US-Dollar bei den Frauen. Das Pro-Kopf-Einkommen belief sich auf US-Dollar. 23.019 US-Dollar. Etwa 1 % der Familien und 1,8 % der Bevölkerung hatten ein Einkommen unterhalb der Armutsgrenze, davon waren 1,0 % der Minderjährigen und 0,6 % der Altersgruppe 65 Jahre und mehr betroffen.

## In der populären Kultur
Chisago Lake ist Schauplatz eines Teils der Handlung des vierteiligen schwedischen Romanzyklus Utvandrarserien, der Anfang der 1970er Jahre mit Max von Sydow und Liv Ullmann verfilmt wurde.